# 모명재
모명재(慕明齋)는 대구광역시 수성구 만촌동에 위치한 대구광역시의 유형문화재이다. 정유재란 시기에 조선에 귀화한 명나라 출신 장수인 두사충을 기리는 사당으로, "명나라를 그리워한다"는 의미를 가지고 있다. 모명재에는 '만동문'을 포함한 여러곳에 편액이 있다.

## 역사[1][2]
두사충은 임진왜란과 정유재란 당시 이여송의 참모로 활약하며 전공을 세웠다. 전란이 끝난 이후, 그는 두 아들과 함께 조선에 귀화하였고, 조정으로부터 대구 중앙공원 일대의 땅을 하사받았다. 이후 경상감영이 해당 지역에 옮겨지면서 두사충은 자신의 땅을 내어놓고 계산동 일대로 이주하였다.
그러나 두사충은 고국을 그리워하여 대덕산 아래로 거주지를 옮겼고, 그곳에서 '대명동(大明洞)'이라는 이름을 지었다. 그는 중국에 남겨둔 가족과, 고국 명나라를 그리워하여 집 주변에 단을 쌓고, 매월 초하루가 되면 명나라 황제가 있는 자금성 방향을 향해 예를 올렸다. '모명재'라는 이름 역시 이러한 그의 고국에 대한 경의를 표현하고 있으며, 대문에 붙은 '만동문(萬東門)'역시 자신의 근본인 명나라를 잊지 않겠다는 의미를 담고 있다.
이후 1912년, 모명재가 살던 경산 객사가 철거되며 그 지역의 땅이 남게 되었고, 두사충(杜師忠)의 후손들이 그를 기리기 위해 땅을 구입하여 지은 건물이 현재의 모명재이다.
1966년에 건물이 낡아 중수되었다. 현재 모명재는 전통문화체험관 및 산책 코스로써 활용되고 있다.

## 시설
주민들과 관광객들이 다양한 전통문화와 역사를 체험할 수 있으며, 명나라와 조선 간의 교류 역사, 임진왜란 시기 명나라 원병의 참전 등 조선과 명나라의 역사를 상기시키는, 배움의 공간으로 현재 기능하고 있다.

## 교통[5]
버스: 100, 349, 425, 427, 420, 449, 724, 840, 849, 937, 990, 수성 3번, 수성 3-1번 버스를 이용하여 남부정류장에서 하차한 후, 도보로 약 250m(약 4분) 이동하면 모명재에 도착할 수 있다.
도시철도: 2호선 만촌역에서 하차하여 1번 출구로 나와 도보로 약 500m(약 8분) 이동하면 모명재에 도착할 수 있다.
망우공원: 106, 521, 651, 북구3, 156, 508, 518, 708, 808, 814, 849 버스를 이용하여 망우공원에서 하차한 후, 도보로 탐방할 수 있다.